# Museo Vivanco de la Cultura del Vino
El Museo Vivanco de la Cultura del Vino es un museo situado en las bodegas Vivanco, en el municipio español de Briones y que pertenece a la Fundación Vivanco. El museo ocupa 4000 m², con cinco salas de exposición permanente y otras temporales. En el exterior, el Jardín de Baco cuenta con más de 220 variedades de vides procedentes de todo el mundo.
El museo fue fundado en 2004 y se centra en la cultura del vino. Expone las colecciones de la familia Vivanco, con obras de Picasso, Sorolla, Juan Gris, Chillida, Barceló o Genovés. En el museo se hace un repaso de la historia del vino, el cultivo de la vid, la vendimia y la elaboración del vino. El museo ha recibido numerosos premios, entre ellos el de Mejor Museo Mundial de la Cultura del Vino otorgado por la Unesco en 2007. El complejo de la bodega y el museo se complementa con una biblioteca especializada, sala de conferencias, sala de degustación y dos restaurantes.